# Distrito de Les Sables-d'Olonne
El distrito de Les Sables-d'Olonne es un distrito (en francés arrondissement) de Francia, que se localiza en el departamento Vandea, de la región Países del Loira (en francés Pays de la Loire). Cuenta con 11 cantones y 83 comunas.
La capital de un distrito se llama subprefectura (sous-préfecture). Cuando un distrito contiene la prefectura (capital) del departamento, esa prefectura es la capital del distrito, y se comporta tanto como una prefectura como una subprefectura.

## División territorial

### Cantones
Los cantones del distrito de Les Sables-d'Olonne son:
1. Cantón de Beauvoir-sur-Mer
2. Cantón de Challans
3. Cantón de L'Île-d'Yeu
4. Cantón de La Mothe-Achard
5. Cantón de Moutiers-les-Mauxfaits
6. Cantón de Noirmoutier-en-l'Île
7. Cantón de Palluau
8. Cantón de Les Sables-d'Olonne
9. Cantón de Saint-Gilles-Croix-de-Vie
10. Cantón de Saint-Jean-de-Monts
11. Cantón de Talmont-Saint-Hilaire

### Comunas
| 1. L'Aiguillon-sur-Vie (85002)           | 2. Angles (85004)                   | 3. Apremont (85006)                      | 4. Avrillé (85010)                 |
| 5. Barbâtre (85011)                      | 6. La Barre-de-Monts (85012)        | 7. Beaulieu-sous-la-Roche (85016)        | 8. Beauvoir-sur-Mer (85018)        |
| 9. Le Bernard (85022)                    | 10. Bois-de-Céné (85024)            | 11. La Boissière-des-Landes (85026)      | 12. Bouin (85029)                  |
| 13. Brem-sur-Mer (85243)                 | 14. Bretignolles-sur-Mer (85035)    | 15. La Chaize-Giraud (85045)             | 16. Challans (85047)               |
| 17. Le Champ-Saint-Père (85050)          | 18. La Chapelle-Achard (85052)      | 19. La Chapelle-Hermier (85054)          | 20. La Chapelle-Palluau (85055)    |
| 21. Château-d'Olonne (85060)             | 22. Châteauneuf (85062)             | 23. Commequiers (85071)                  | 24. Coëx (85070)                   |
| 25. Curzon (85077)                       | 26. Falleron (85086)                | 27. La Faute-sur-Mer (85307)             | 28. Le Fenouiller (85088)          |
| 29. Froidfond (85095)                    | 30. La Garnache (85096)             | 31. Le Girouard (85099)                  | 32. Givrand (85100)                |
| 33. Le Givre (85101)                     | 34. Grand'Landes (85102)            | 35. Grosbreuil (85103)                   | 36. La Guérinière (85106)          |
| 37. Jard-sur-Mer (85114)                 | 38. La Jonchère (85116)             | 39. Landeronde (85118)                   | 40. Landevieille (85120)           |
| 41. Longeville-sur-Mer (85127)           | 42. Maché (85130)                   | 43. Martinet (85138)                     | 44. La Mothe-Achard (85152)        |
| 45. Moutiers-les-Mauxfaits (85156)       | 46. Nieul-le-Dolent (85161)         | 47. Noirmoutier-en-l'Île (85163)         | 48. Notre-Dame-de-Monts (85164)    |
| 49. Notre-Dame-de-Riez (85189)           | 50. Olonne-sur-Mer (85166)          | 51. Palluau (85169)                      | 52. Le Perrier (85172)             |
| 53. Poiroux (85179)                      | 54. Les Sables-d'Olonne (85194)     | 55. Saint-Avaugourd-des-Landes (85200)   | 56. Saint-Benoist-sur-Mer (85201)  |
| 57. Saint-Christophe-du-Ligneron (85204) | 58. Saint-Cyr-en-Talmondais (85206) | 59. Saint-Georges-de-Pointindoux (85218) | 60. Saint-Gervais (85221)          |
| 61. Saint-Gilles-Croix-de-Vie (85222)    | 62. Saint-Hilaire-de-Riez (85226)   | 63. Saint-Hilaire-la-Forêt (85231)       | 64. Saint-Jean-de-Monts (85234)    |
| 65. Saint-Julien-des-Landes (85236)      | 66. Saint-Maixent-sur-Vie (85239)   | 67. Saint-Mathurin (85250)               | 68. Saint-Paul-Mont-Penit (85260)  |
| 69. Saint-Révérend (85268)               | 70. Saint-Urbain (85273)            | 71. Saint-Vincent-sur-Graon (85277)      | 72. Saint-Vincent-sur-Jard (85278) |
| 73. Saint-Étienne-du-Bois (85210)        | 74. Sainte-Flaive-des-Loups (85211) | 75. Sainte-Foy (85214)                   | 76. Sallertaine (85280)            |
| 77. Soullans (85284)                     | 78. Talmont-Saint-Hilaire (85288)   | 79. La Tranche-sur-Mer (85294)           | 80. Vairé (85298)                  |
| 81. L'Épine (85083)                      | 82. L'Île-d'Olonne (85112)          | 83. L'Île-d'Yeu (85113)                  |                                    |